# Baoshan
Baoshan (chiń. 保山; pinyin Bǎoshān) – miasto o statusie prefektury miejskiej w południowych Chinach, w prowincji Junnan. Prefektura miejska w 1999 roku liczyła 2 320 290 mieszkańców.